# Аристокипр
Аристокипр (др.-греч. Ἀριστόκυπρος) — правитель кипрского города Солы в начале V века до н. э.

## Биография
По замечанию Евдокимова П. А., среди представителей кипрской знати были популярны двухосновные личные имена с формантом — ΚΥΠΡΟΣ. Отцом Аристокипра, по словам Геродота, был друг афинского законодателя Солона Филокипр. Согласно рассказу «отца истории», сын Филокипра вместе с большинством других правителей острова принял участие в Ионийском восстании на стороне греков против власти персов во время правления Дария I. Аристокипр вместе с лидером восставших киприотов царём Саламина Онесилом погиб в битве при Саламине, произошедшей в 497 году до н. э.
Суриков И. О. критически отнесся к этому сообщению Геродота о родственных связях Филокипра и Аристокипра, отметив, что исторические события с их участием разделены почти столетием.
Лишившись своего царя, Солы тем не менее дольше всех остальных кипрских городов сопротивлялись персам и были покорены только после пятимесячной осады. Курциус Э. объяснил это «национальным настроением духа и любовью к свободе» солийцев, состоявших в основном из афинских переселенцев